# Омельне (Ковельський район)
Оме́ляне — село в Україні, у Шацькій селищній територіальній громаді Ковельського району Волинської області. Населення становить 244 особи. Площа села — 0,458 км²; щільність населення становить 532,75 осіб на км². Поштовий код — 44021. 
Орган місцевого самоврядування — Шацька селищна рада.
Розташоване неподалік від озера Світязь. 

## Історія
Село Омеляне було засноване після Другої світової війни. 
12 червня 2020 року, відповідно до розпорядження Кабінету Міністрів України № 708-р «Про визначення адміністративних центрів та затвердження територій територіальних громад Волинської області», увійшло до складу Шацької селищної територіальної громади. 
19 липня 2020 року, в результаті адміністративно-територіальної реформи та ліквідації Шацького району, село увійшло до новоутвореного Ковельського району. 

## Населення
За переписом населення України 2001 року в селі мешкала 241 особа.

### Мова
Розподіл населення за рідною мовою за даними перепису 2001 року:
| Мова       | Відсоток |
| ---------- | -------- |
| українська | 99,59 %  |
| білоруська | 0,41 %   |